# Adrian Borza
Adrian Borza (n. 19 ianuarie 1967, Turda) este un compozitor român de muzică vocală, instrumentală și electroacustică, regizor de sunet, programator, cercetător și profesor în cadrul Academiei de muzică Gheorghe Dima, unde a elaborat și coordonat cursul de Muzică electronică între 1995 și 2001. O premieră pentru România a fost introducerea disciplinei Sisteme muzicale interactive (programare în limbajul MAX) în curricula Facultății Teoretice, în anul 2008. Este Doctor în muzică, cu teza Tehnici de compoziție pe calculator în lucrări proprii, sub coordonarea lui Cornel Țăranu. A înființat și condus, între anii 2000 și 2004, studioul CMP/Computer Music Production, cu obiectivul principal de a produce muzică contemporană. În România, a inițiat și coordonat Elektro Arts Arhivat în 4 martie 2016, la Wayback Machine., un apel internațional de lucrări de muzică electroacustică și un spectacol audio-video, organizate pentru Festivalul internațional Toamna muzicală clujeană, în perioada aprilie - octombrie 2013. În anul 2013 a fost distins cu Premiul George Enescu al Academiei Române pentru lucrarea If pentru oboi și calculator interactiv, compusă în 2011. Desfășoară și activitate publicistică, fiind autorul a numeroase cărți și articole legate de muzica electroacustică. Din 2017 este Director artistic al Festivalului internațional de arte digitale Elektro Arts[nefuncțională – arhivă]
.

## Premii
- Premiul George Enescu al Academiei Române pe anul 2011[2]
- Premiul Uniunii Compozitorilor și Muzicologilor din România pe anul 2012[3]
- Premiul Uniunii Compozitorilor și Muzicologilor din România pe anul 2018

## Muzică electroacustică
Lucrări de muzică acusmatică și muzică instrumentală cu Live Electronic
- RX-1100, muzică pentru trompetă și live electronic (1993)
- Désintégration pentru flaut, fluiere și bandă (1994)
- Trois études acousmatiques (2004)
- Cinq minutes cinéma pour l’oreille (2005)
- Relocation pentru saxofoane și electronics (2007)
- S.O.U.N.D. – Sound Objects Uttered Nearly Dreaming (2008)
- Une minute cinéma pour l’oreille (2008)
- Fragile pentru saxofon, violă și electronics (2008)

Seria The Sound of Image
- Traveler by Tram (1999)
- Fractus I pentru live electronic (1999)
- Fractus II pentru live electronic (1999)
- Fractus III pentru percuție și live electronic (2001)
- Increat (2003)
- Increat II (2007)
- Dusk (2007)
- Fractus IV (2007)
- Fractus VI (2008)
- Fractus VIII, muzică pentru terapie (2012)

Lucrări de muzică interactivă și muzică algoritmică realizate cu propriile programe de calculator
- Akedia pentru oboi, nanoKontrol și iFPH (2011)
- If pentru oboi și calculator interactiv (2011)
- Drones II pentru vioară, nanoKontrol și iFPH (2012)
- Here and Now, muzică pentru dans tehnologic (2015)

## Muzică de cameră
- Dialogos pentru flaut și violă (1989)
- Turca-n pod. Suită pentru pian (1992)
- Patru coruri pentru cor mixt a cappella (1996)
- akSax pentru cvartet de saxofoane (1997, 1998)
- Chaconne pentru chitară solo (1999)
- Suită transilvană pentru flauto dolce, flauto traverso, violoncel și clavecin (2003)

## Studii și cărți
- Muzică și calculator, Editura Muzicală, București, România, 2008, ISBN 978-973-42-0490-8
- MIDI Scripts, Lucian Badian Edition, Ottawa, Canada, 2008, ISBN 978-2-921944-48-9
- IAC: An Interactive Music System, Studia Universitatis Babeș-Bolyai, Musica, LIV, 1, 2009, pag. 123-128, ediție în engleză, ISSN 1844-4369
- Prolegomena to Interactive Music Systems, Studia Universitatis Babeș-Bolyai, Musica, LV, 1, 2010, pag. 49-58, ediție în engleză, ISSN 1844-4369
- Self-similarity in Pitch Organization, Studia Universitatis Babeș-Bolyai, Musica, LVI, 1, 2011, pag. 99-108, ediție în engleză, ISSN 1844-4369
- Chopin Interactive, Studia Universitatis Babeș-Bolyai, Musica, LVI, 2, 2011, pag. 43-50, ediție în engleză, ISsN 1844-4369
- iFPH: Wireless Control of Sound, Proceedings of the Virtual International Conference on Advanced Research in Scientific Fields, EDIS, Žilina, Slovacia, 2012, pag. 1926-1930, ediție în engleză, ISBN 978-80-554-0606-0 / ISSN 1338-9831
- Aspecte morfo-sintactice în muzica interactivă, Editura MediaMusica, 2015, pag. 5-18, ediție în română și engleză, ISBN 978-606-645-052-2 / ISMN 979-0-9009867-2-6
- The Sound of Image Morphogenesis, Studia Universitatis Babeș-Bolyai, Musica, LX, 1, 2015, p. 119-128, ediție în engleză, ISSN 1844-4369
- Interactive Sound Tools and Engines, Studia Universitatis Babeș-Bolyai, Musica, LXIII, 2, 2018, p. 9-20, ediție în engleză, ISSN 1844-4369
- Computer Music Performance through Non-tactile Gestures, Tehnologii informatice și de comunicații în domeniul muzical, IX, 2, 2018, p. 81-88, ediție în română și engleză, ISSN 2067-9408
- Sisteme Muzicale Interactive: Inițiere în Arta Algoritmică, Editura Muzicală, București, România, 2019, ISBN 978-973-42-1048-0

## Discografie
- Désintégration, Hungaroton Classic, 1994 CD - Hungaroton #31572
- Fragile, Nova musica NMCD 5122, 2008 Echo memo
- Suită transilvană, ABT2, 2008 Baroccoco
- Drones II, UCMR / SSR, CD 49 Muzică electroacustică, 2017 Antologia muzicii românești

## Programe de calculator
- Hot Hand Player (2015). Program pentru procesarea sunetului prin gest și mișcare
- VJ Vee-Jay Music Visualizer (2013). Program pentru grafică 2D sincronizată cu muzică
- iFPH Interactive Freezer Player Processor Harmonizer (2011). Program pentru compoziție și interpretare de muzică interactivă[4]
- Chopin Interactive (2010). Program pentru interpretarea interactivă cu calculatorul a Preludiului op. 27 de Fr. Chopin
- Video Tracking/Real-time Audio Processing (2006). Program pentru captarea mișcării și prelucrarea sunetului[4]
- Interactive Algorithmic Composition (2004). Program pentru compoziție algoritmică[4]